# Aston Somerville
Aston Somerville är en by  och civil parish i distriktet Wychavon i södra delen av grevskapet Worcestershire. Byn var en del av Gloucestershire fram till 1931, den kyrkliga församlingen är fortfarande i biskopsdömet Gloucester. Byns kyrka heter St Mary's och ligger mitt bland byns gårdar. Byn ligger 5 kilometer söder om Evesham och 5 kilometer väster om Broadway.